# Mateo Flores
Mateo Flores Lozano (Valencina de la Concepción, 7 aprile 2004) è un calciatore spagnolo, centrocampista del Betis in prestito all'Arouca.

## Carriera
È cresciuto nel settore giovanile del Betis ed ha debuttato con la squadra riserve il 9 aprile 2023 nell'incontro di Segunda Federación vinto 4-1 contro l'Utrera. Il 3 agosto seguente ha prolungato il contratto fino al 2025 e nella stagione successiva ha giocato con regolarità.
Il 19 ottobre 2024 ha debuttato in prima squadra nell'incontro di Primera División vinto 2-1 contro l'Osasuna.

## Statistiche

### Presenze e reti nei club
Statistiche aggiornate al 14 gennaio 2025
| Stagione        | Squadra         | Campionato      | Campionato | Campionato | Coppe nazionali | Coppe nazionali | Coppe nazionali | Coppe continentali | Coppe continentali | Coppe continentali | Altre coppe | Altre coppe | Altre coppe | Totale | Totale | Totale |
| Stagione        | Squadra         | Comp            | Pres       | Reti       | Comp            | Pres            | Reti            | Comp               | Pres               | Reti               | Comp        | Pres        | Reti        | Pres   | Reti   |        |
| --------------- | --------------- | --------------- | ---------- | ---------- | --------------- | --------------- | --------------- | ------------------ | ------------------ | ------------------ | ----------- | ----------- | ----------- | ------ | ------ | ------ |
| 2022-2023       | Betis B         | SF              | 1          | 0          | -               | -               | -               | -                  | -                  | -                  | -           | -           | -           | 1      | 0      |        |
| 2023-2024       | Betis B         | SF              | 37         | 0          | -               | -               | -               | -                  | -                  | -                  | -           | -           | -           | 37     | 0      |        |
| 2024-2025       | Betis B         | SF              | 8          | 0          | -               | -               | -               | -                  | -                  | -                  | -           | -           | -           | 8      | 0      |        |
| Totale Betis B  | Totale Betis B  | Totale Betis B  | 46         | 0          |                 | -               | -               |                    | -                  | -                  |             | -           | -           | 46     | 0      |        |
| 2024-2025       | Betis           | PD              | 5          | 0          | CR              | 3               | 0               | UCL                | 3                  | 0                  | -           | -           | -           | 11     | 0      |        |
| Totale carriera | Totale carriera | Totale carriera | 51         | 0          |                 | 3               | 0               |                    | 3                  | 0                  |             | -           | -           | 57     | 0      |        |